# Kronoby folkhögskola
Kronoby folkhögskola (även kallad Kvarnen) är en folkhögskola med verksamhet i Kronoby kommun. Folkhögskolan grundades 1891 och var fram till 1984 en privatfinansierad skola. År 1984 bildades Kommunförbundet för Kronoby folkhögskola bestående av de tre kommunerna Kronoby, Pedersöre och Larsmo, samt av de två städerna Karleby och Jakobstad, som gemensamt fungerade som utbildningsanordnare. Namnet på samkommunen ändrades år 2012 till Kvarnen samkommun. Kronoby folkhögskola är verksam inom ramen för fritt bildningsarbete, men anordnar även yrkesutbildning inom friluftsliv och är delaktig i utvecklingsprojekt.

## Utbildningar
- Folkhögskoleåret - Base Camp
- Outdoor Academy - utbildning för vildmarksguider
- POVAKO - Förberedande utbildning för polisstudier
- Slöjdtorget
- Språklinjen
- Kronoby medborgarinstitut

## Rektorer
- Johannes Klockars 1891-1918
- Einar Spjut 1918-1922
- Signe Strömborg 1922-1945
- Bertel Klockars 1946-1954
- Per-Erik Beijar 1954-1957
- Per Kronqvist 1957-1958
- Hugo Skott 1958-69
- Gustav Skuthälla 1969-1971
- Roger Andersson 1971-1972
- Bengt-Göran Herrgård 1972-1976
- Sune Portin 1976-1977
- Jan Jylhä 1977-1980
- Karl-Rune Sundelin 1980-1984
- Carola Löf 1984-1988
- Bernhard Åström 1988-1991
- Martin Näse 1990-1991
- Rune Still 1991-1992
- Ole Brunell 1992-1997
- Peter Sandbacka 1997-2007
- Tom Hansén 2007-